# Harvey Jackson
Temple de la renommée : 1971
Harvey Jackson, surnommé Busher Jackson, (né le 19 janvier 1911 à Toronto en Ontario au Canada - mort le 25 juin 1966) est un joueur canadien de hockey sur glace qui évoluait au poste d'ailier gauche et parfois à celui de défenseur. Il est le frère aîné d'Art Jackson autre joueur professionnel de hockey.

## Biographie
Jackson joua pour les Marlboros de Toronto avec Charlie Conacher qui devint également son coéquipier lorsqu'il rejoignit les Maple Leafs de Toronto en 1929. Il se fit immédiatement remarquer au cours de son premier match en envoyant Howie Morenz, la star des Canadiens de Montréal sur la glace après une dure mise en échec.
Quelque temps après, il fut blessé. Son entraîneur, Tim Daly lui demanda alors de porter les bâtons (crosse en Europe) de ses coéquipiers, comme il était de tradition pour les recrues de l'époque. Jackson refusa, arguant qu'il n'était là pour porter les bâtons mais pour jouer au hockey. Daly lui réplique qu'il n'était rien sinon un fresh busher, signifiant qu'il était une jeune recrue fraîchement arrivée des ligues mineures - en anglais bush leagues. Ce surnom lui resta toute sa carrière.
En milieu de saison, Conn Smythe, entraîneur de l'équipe, plaça Jackson et Conacher sur la même ligne qu'un autre jeune joueur, Joe Primeau. Cette ligne d'attaque, surnommée la Kid Line, fut une part importante du succès des Maple Leafs lorsqu'ils remportèrent la Coupe Stanley en 1932. Cette saison-là, Jackson termina meilleur pointeur de la LNH avec 
53 points en 48 matchs, ses compères de la Kid Line, Conacher et Primeau, prenant respectivement les 2e et 4e places. C'est saison le voit aussi élu dans la 1re équipe d'étoiles de la LNH. Il y est également élu en 1934, 1935 et 1937 ainsi que dans la 2e équipe d'étoiles en 1933.
À l'issue de la saison 1939, il fut échangé aux Americans de New York contre Sweeney Schriner. Il y passa deux saisons puis jouant trois ans avec les Bruins de Boston. C'est à Boston, en raison d'un manque de joueurs dû à la Seconde Guerre mondiale qu'il joua parfois au poste de défenseur.
Il a été intronisé au temple de la renommée du hockey en 1971. En 1998, il a été classé à la 55e place des 100 plus grands hockeyeurs de tous les temps par The Hockey News.
Busher Jackson est enterré à Toronto.

## Statistiques
| Saison    | Équipe                 | Ligue          |     | Saison régulière | Saison régulière | Saison régulière | Saison régulière | Saison régulière |    | Séries éliminatoires | Séries éliminatoires | Séries éliminatoires | Séries éliminatoires | Séries éliminatoires |
| Saison    | Équipe                 | Ligue          | PJ  | B                | A                | Pts              | Pun              | PJ               | B  | A                    | Pts                  | Pun                  |                      |                      |
| 1927-1928 | Marlboros de Toronto   | OHA-Jr.        | 4   | 4                | 0                | 4                | 2                | 2                | 0  | 0                    | 0                    | 0                    |                      |                      |
| 1928-1929 | Marlboros de Toronto   | OHA-Jr.        | 9   | 10               | 4                | 14               | 0                | 3                | 7  | 2                    | 9                    |                      |                      |                      |
| 1929      | Marlboros de Toronto   | Coupe Memorial | 13  | 15               | 10               | 25               | 4                | -                | -  | -                    | -                    | -                    |                      |                      |
| 1929-1930 | Maple Leafs de Toronto | LNH            | 32  | 12               | 6                | 18               | 29               | -                | -  | -                    | -                    | -                    |                      |                      |
| 1930-1931 | Maple Leafs de Toronto | LNH            | 43  | 18               | 13               | 31               | 81               | 2                | 0  | 0                    | 0                    | 2                    |                      |                      |
| 1931-1932 | Maple Leafs de Toronto | LNH            | 48  | 28               | 25               | 53               | 63               | 7                | 5  | 2                    | 7                    | 13                   |                      |                      |
| 1932-1933 | Maple Leafs de Toronto | LNH            | 48  | 27               | 17               | 44               | 43               | 9                | 3  | 1                    | 4                    | 2                    |                      |                      |
| 1933-1934 | Maple Leafs de Toronto | LNH            | 38  | 20               | 18               | 38               | 38               | 5                | 1  | 0                    | 1                    | 8                    |                      |                      |
| 1934-1935 | Maple Leafs de Toronto | LNH            | 42  | 22               | 22               | 44               | 27               | 7                | 3  | 2                    | 5                    | 2                    |                      |                      |
| 1935-1936 | Maple Leafs de Toronto | LNH            | 47  | 11               | 11               | 22               | 19               | 9                | 3  | 2                    | 5                    | 4                    |                      |                      |
| 1936-1937 | Maple Leafs de Toronto | LNH            | 46  | 21               | 19               | 40               | 12               | 2                | 1  | 0                    | 1                    | 2                    |                      |                      |
| 1937-1938 | Maple Leafs de Toronto | LNH            | 48  | 17               | 17               | 34               | 18               | 6                | 1  | 0                    | 1                    | 8                    |                      |                      |
| 1938-1939 | Maple Leafs de Toronto | LNH            | 42  | 10               | 17               | 27               | 12               | 7                | 0  | 1                    | 1                    | 2                    |                      |                      |
| 1939-1940 | Americans de New York  | LNH            | 43  | 12               | 8                | 20               | 10               | 3                | 0  | 1                    | 1                    | 2                    |                      |                      |
| 1940-1941 | Americans de New York  | LNH            | 46  | 8                | 18               | 26               | 4                | -                | -  | -                    | -                    | -                    |                      |                      |
| 1941-1942 | Bruins de Boston       | LNH            | 27  | 5                | 7                | 12               | 18               | 5                | 0  | 1                    | 1                    | 0                    |                      |                      |
| 1942-1943 | Bruins de Boston       | LNH            | 44  | 19               | 15               | 34               | 38               | 9                | 1  | 2                    | 3                    | 10                   |                      |                      |
| 1943-1944 | Bruins de Boston       | LNH            | 42  | 11               | 21               | 32               | 25               | -                | -  | -                    | -                    | -                    |                      |                      |
| Totaux    | Totaux                 | Totaux         | 636 | 241              | 234              | 475              | 437              | 71               | 18 | 12                   | 30                   | 55                   |                      |                      |

## Honneurs et récompenses
- 1re équipe d'étoiles de la LNH : 1932, 1934, 1935 et 1937.
- 2e équipe d'étoiles de la LNH : 1933.
- Meilleur pointeur de la LNH : 1932.